# 亜音有星
亜音 有星（あのん ゆうせい、2月14日 - ）は、宝塚歌劇団宙組に所属する男役スター。
佐賀県佐賀市、市立大和中学校出身。身長173cm。愛称は「ゆきの」、「キョロ」。

## 来歴
2015年、宝塚音楽学校入学。
2017年、音楽学校卒業後、宝塚歌劇団に103期生として入団。入団時の成績は27番。雪組公演「幕末太陽傳／Dramatic “S”!」で初舞台。その後、宙組に配属。
舞台映えする容姿で注目を集め、2021年、真風涼帆・潤花トップコンビ大劇場お披露目となる「シャーロック・ホームズ」で、新人公演初主演。入団5年目、103期から初の新人公演主演者誕生となった。
2022年の「HiGH&LOW」で2度目の新人公演主演。

## 人物
実姉は星組男役の蒼舞咲歩。
中学生の時に姉が出演する宝塚の舞台を観て、「自分も入ってみたい」と入団を志した。

## 主な舞台

### 初舞台
- 2017年4 - 5月、雪組『幕末太陽傳（ばくまつたいようでん）』『Dramatic “S”!』（宝塚大劇場のみ）

### 宙組時代
- 2017年8 - 11月、『神々の土地』『クラシカル ビジュー』
- 2018年3 - 6月、『天（そら）は赤い河のほとり』 - 新人公演：ティト（本役：愛海ひかる）『シトラスの風-Sunrise-』
- 2018年8月、『ハッスル メイツ!』（バウホール）
- 2019年2月、『黒い瞳』 - トマーノフ『VIVA! FESTA! in HAKATA』（博多座）
- 2019年4 - 7月、『オーシャンズ11』 - ソムリエ、新人公演：テリー・ベネディクト（本役：桜木みなと）
- 2019年9月、『リッツ・ホテルくらいに大きなダイヤモンド』（バウホール） - ユージン
- 2019年11 - 2020年2月、『El Japón（エル ハポン）-イスパニアのサムライ-』 - 新人公演：アレハンドロ（本役：芹香斗亜）『アクアヴィーテ（aquavitae）!!』
- 2020年8 - 9月、『FLYING SAPA-フライング サパ-』（梅田芸術劇場・日生劇場） - ハックルベリー
- 2020年11 - 2021年2月、『アナスタシア』 - ジークフリート[2]
- 2021年4月、『夢千鳥』（バウホール） - 東郷青児／西条湊[6][7]
- 2021年6 - 9月、『シャーロック・ホームズ-The Game Is Afoot!-』 - マクドナルド、新人公演：シャーロック・ホームズ（本役：真風涼帆）『Délicieux（デリシュー）!-甘美なる巴里-』 新人公演初主演[6][7]
- 2021年11 - 12月、『バロンの末裔』 - ヘンリー『アクアヴィーテ（aquavitae）!!』（全国ツアー）
- 2022年2 - 3月、『NEVER SAY GOODBYE』（宝塚大劇場） - タリック／ヘンリー・メリル
- 2022年4 - 5月、『NEVER SAY GOODBYE』（東京宝塚劇場） - タリック／ヘンリー・メリル、新人公演：フランシスコ・アギラール（本役：桜木みなと）
- 2022年6月、『FLY WITH ME（フライ ウィズ ミー）』（東京ガーデンシアター）
- 2022年8 - 11月、『HiGH&LOW-THE PREQUEL-』 - テッツ、新人公演：コブラ（本役：真風涼帆）『Capricciosa（カプリチョーザ）!!』 新人公演主演[4][8]
- 2023年1月、『夢現（ゆめうつつ）の先に』（バウホール） - 彼[9]
- 2023年3 - 6月、『カジノ・ロワイヤル〜我が名はボンド〜』 - アナトリー、新人公演：ル・シッフル（本役：芹香斗亜）
- 2024年6 - 8月、『Le Grand Escalier-ル・グラン・エスカリエ-』[10]
- 2024年10月、『MY BLUE HEAVEN-わたしのあおぞら-』（バウホール） - ライアン藤川
- 2025年1 - 4月、『宝塚110年の恋のうた』『Razzle Dazzle（ラズル ダズル）』 - ミッキー
- 2025年6 - 7月、『RED STONE』（KAAT神奈川芸術劇場・ドラマシティ） - スペンサー
- 2025年9 - 2026年1月、『PRINCE OF LEGEND』 - 天堂光輝『BAYSIDE STAR』